# 히샤를리송
히샤를리송 지 안드라지(포르투갈어: Richarlison de Andrade, 1997년 5월 10일 ~ )는 히샤를리송(포르투갈어: Richarlison)이라는 이름으로 알려져 있는 브라질의 축구 선수로, 현재 잉글랜드 프리미어리그의 토트넘 홋스퍼에서 스트라이커로 활약하고 있다.
히샤를리송은 2015년 아메리카 미네이루에서 프로 경력을 시작하였으며, 단 한 시즌 만에 캄페오나투 브라질레이루 세리이 B에서 승격을 달성한 뒤 플루미넨시로 이적하였다. 플루미넨시에서 2년간 총 67경기에 출전해 19골을 기록했으며, 2017년 캄페오나투 카리오카에서 클럽이 준우승을 차지할 때 시즌 베스트 팀에 선정되었다. 이후 왓퍼드에 입단했고, 1년 뒤 에버턴으로 이적하였다. 2022년에는 토트넘 홋스퍼와 계약을 체결하였다.
국가대표로서 히샤를리송은 2018년에 브라질 국가대표팀 데뷔 전을 치렀다. 그는 2019년 코파 아메리카 우승 멤버였으며, 2021년 코파 아메리카 준우승을 경험했고, 2020년 하계 올림픽에서는 금메달을 획득하였다. 또한 2022년 FIFA 월드컵에도 출전하였다. 브라질은 8강에서 탈락했으나, 히샤를리송이 세르비아와의 경기에서 넣은 극적인 가위차기 골은 현대자동차가 선정한 토너먼트 최고의 골로 뽑혔다.

## 구단 경력

### 아메리카 미네이루
2015년 아메리카 미네이루에서 데뷔하여 24경기 9골을 뽑아내며 팀의 브라질 2부 리그 4위 및 차기 시즌 1부 리그 승격에 일조했다.

### 플루미넨시
이후 2016년 플루미넨시 FC로 이적하여 2017년까지 67경기 19골을 터뜨리며 팀의 2017년 캄페오나투 카리오카 준우승, 2연속 코파 수다메리카나 진출에 기여한 데에 힘입어 한화 약 178억원의 이적료에 잉글랜드 프리미어리그 왓퍼드 FC와 입단 계약을 체결했으며 이적 후 2017-18 시즌 41경기 9골을 기록했다.

### 왓퍼드
히샤를리송은 2017년 8월 8일, 프리미어리그 클럽 왓퍼드로 이적하며 1,120만 파운드의 이적료에 5년 계약을 체결하였다. 그는 2017–18년 프리미어리그 시즌 개막전인 리버풀과의 경기에서 교체 출전하며 클럽 데뷔 전을 치렀고, 8월 19일, 본머스와의 다음 경기에서 클럽에서의 첫 골을 기록하며 2-0 승리에 기여하였다. 그는 왓퍼드 선수단 중 유일하게 프리미어리그 시즌 모든 경기에 출전했으며, 시즌 동안 총 5골을 기록하였다.

### 에버턴
히샤를리송은 2018년 7월 24일, 프리미어리그의 같은 클럽인 에버턴으로 이적하였으며, 이적료는 3,500만 파운드에서 시작해 최대 5,000만 파운드까지 상승할 수 있었다. 이로써 그는 왓퍼드 시절 감독이었던 마르코 실바와 다시 만나게 되었다. 8월 11일에 열린 공식 데뷔 전에서 그는 울버햄프턴 원더러스와의 경기에서 두 골을 넣으며 2-2 무승부를 기록하였다. 그로부터 2주 뒤, 그는 본머스와의 같은 스코어의 원정 경기에서 애덤 스미스와 머리를 맞대며 충돌한 끝에 전반전에 퇴장을 당했다.
에버턴의 다른 공격수들이 부진한 활약을 보이자, 히샤를리송은 10월 6일에 열린 레스터 시티와의 경기에서 중앙 공격수 역할로 기용되었고, 원정 경기에서 7분 만에 득점하며 팀의 2-1 승리에 기여했다. 4주 후에는 브라이턴 & 호브 앨비언과의 경기에서 두 골을 넣으며 3-1 승리를 이끌었다. 히샤를리송은 2018–19년 시즌 프리미어리그에서 13골을 기록하며 길비 시귀르드손과 함께 에버턴의 공동 최다 득점자가 되었고, 두 선수 모두 대회 전체를 통틀어 14골을 기록했다. 2019–20년 시즌을 앞두고 히샤를리송은 등번호 7번을 부여받았으며, 해당 시즌에도 프리미어리그 13골로 도미닉 캘버트루인과 함께 팀 내 공동 최다 득점자에 올랐다. 두 선수 모두 시즌 전체에서는 15골을 기록하였다.

### 토트넘 홋스퍼
2022년 7월 1일, 토트넘 홋스퍼는 히샤를리송의 영입을 발표하였다. 계약 기간은 2027년까지이며, 취업 허가를 조건으로 기본 이적료 5,000만 파운드에 추가 옵션 1,000만 파운드가 포함된 조건이었다.  히샤를리송은 8월 20일, 노팅엄 포리스트와의 경기에서 2-0 승리를 거두며 새 팀에서의 첫 어시스트를 기록하였다. 해당 경기에서 히샤를리송이 보여준 과잉 퍼포먼스는 언론의 많은 주목을 받았으며, 미카일 안토니오와 칼럼 윌슨 등은 이를 "무례하다"고 비판했지만, 닐 워녹은 팬들을 즐겁게 해주는 행동이라며 히샤를리송에게 계속해서 그런 플레이를 이어가라고 격려하였다.
9월 7일, 히샤를리송은 자신의 UEFA 챔피언스리그 데뷔 전에서 마르세유를 상대로 두 골을 기록하며 토트넘 홋스퍼 스타디움에서 열린 경기에서 2-0 승리를 이끌었고, 이는 클럽에서의 첫 득점이기도 했다. 그는 시즌 중 부상을 당한 뒤 팀에 다시 합류하지 못한 것에 대해 공개적으로 불만을 표출했으며, 이에 안토니오 콘테 감독은 히샤를리송을 이기적이라고 비판하였다.
2023–24년 프리미어리그 시즌 개막을 불과 며칠 앞두고, 토트넘 홋스퍼의 역대 최다 득점자 해리 케인이 이적을 확정지었다. 이에 따라 히샤를리송이 토트넘의 주전 스트라이커 역할을 맡을 것이라는 기대가 있었으나, 시즌 네 번째 경기까지 무득점에 머물렀다. 이러한 득점 부진은 브라질 국가대표팀에서도 이어졌으며, 그는 볼리비아 국가대표팀과의 월드컵 예선 경기에서도 득점에 실패한 채 교체됐다. 이후 히샤를리송은 최근의 개인적인 고충을 털어놓으며, 정신 건강 문제로 전문가의 도움을 받을 예정이라고 밝혔다.
9월 16일, 토트넘 홋스퍼가 추가 시간에 셰필드 유나이티드에 1골 차로 뒤지고 있던 상황에서 히샤를리송은 교체 투입되어 동점골을 기록했다. 그리고 2분 뒤, 히샤를리송은 결승골을 어시스트하며 팀의 역전승에 기여했다. 히샤를리송의 어시스트로 터진 결승골은 추가 시간 10분에 나왔으며, 이 경기는 한때 프리미어리그 역사상 가장 늦은 시간에 이뤄진 공식적인 역전승으로 기록되었다.

## 국가대표팀 경력
브라질 U-20 대표팀 소속으로 2017년 CONMEBOL U-20 축구 선수권 대회에 출전하여 이 대회에서 2골을 기록하며 팀의 결선라운드 진출에 기여했고 이후 이듬해인 2018년 9월 8일 미국 NFL의 뉴욕 자이언츠와 뉴욕 제츠의 공동 홈 구장인 메트라이프 스타디움에서 열린 미국과의 친선 경기에서 후반 30분경 호베르투 피르미누와 교체 투입되며 마침내 브라질 성인대표팀 소속으로 국제 A매치 데뷔전을 치렀고 9월 11일 NFL의 워싱턴 커맨더스의 홈 구장인 페덱스필드에서 열린 엘살바도르와의 친선 경기에서 A매치 데뷔골을 신고하며 5-0 대승에 일조했다.
그 뒤 이듬해에 자국에서 열린 2019년 코파 아메리카 최종 엔트리에 합류 후 페루와의 결승전에서 2-1로 앞서 있던 후반 45분경 승부에 쐐기를 박는 PK 결승골을 터뜨리며 팀의 우승에 기여했고 2년 후 또 다시 자국에서 열린 2021년 코파 아메리카에도 출전하여 전 대회 결승전 상대였던 페루와의 B조 조별리그 2차전에서도 쐐기골을 터뜨리며 4-0 대승과 더불어 팀의 2연속 결승 진출의 교두보를 마련했으나 팀은 결승에서 라이벌 아르헨티나에 0-1로 덜미가 잡혀 2연속 코파 아메리카 우승 사냥에 실패했다.
그리고 코로나19 범유행으로 1년 연기된 2020년 하계 올림픽 본선을 통해 올림픽 무대 데뷔전을 치르자마자 전 대회 결승 상대이자 은메달팀이었던 독일을 상대로 해트트릭을 작성하는 등 6경기 5골이라는 폭발적인 득점력으로 대회 득점왕에 오르며 팀의 2연속 올림픽 금메달을 이끌었다.

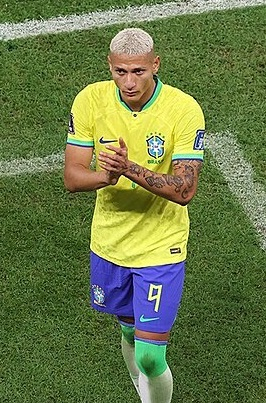
2022년 FIFA 월드컵에서 브라질과 함께 한 히샤를리송

히샤를리송은 카타르에서 열리는 2022년 FIFA 월드컵을 위한 브라질 국가대표팀에 이름을 올렸다. 11월 24일, 그는 2-0으로 이긴 세르비아와의 개막 경기에서 바이시클 킥을 포함하여 2골을 넣었다. 그는 12월 5일, 16강전에서 4-1로 이긴 대한민국과의 경기에서 토너먼트의 3번째 골을 넣었다. 4일 후, 브라질은 1-1로 비긴 후 승부차기에서 4-2로 패한 후, 8강전에서 크로아티아에 의해 탈락했다.

## 사생활
히샤를리송은 상파울루주 바레투스에 있는 암 환자들의 집인 인스티투토 파드레 로베르토 레티에리에 급여의 10%를 기부하고 고향의 100가구를 지원하기도 한다. 2021년 11월, 그는 첫 번째 감독 세바스티앙 호세 다 실바의 사망을 거론하며 동료 프로 축구 선수들이 코로나19 백신을 접종하고 이 주제에 대한 잘못된 정보를 무시할 것을 요구했다. 2022년 브라질 대통령 선거에서 그는 어떤 후보나 정당도 지지하지 않았지만 환경, 경찰 폭력 및 인권과 같은 사회 정의 문제에 대해 목소리를 높였다.

## 수상 내역

### 클럽
아메리카 미네이루
- 브라질 2부 리그 : 4위 (2015)

플루미넨시
- 캄페오나투 카리오카 : 준우승 (2017)

토트넘 홋스퍼
- UEFA 유로파리그 : 2024-25

### 국가대표팀
브라질
- 코파 아메리카 : 우승 (2019), 준우승 (2021)

 브라질 U-24
- 하계 올림픽 : 금메달 (2020)

### 개인
- 캄페오나투 카리오카 올해의 팀 : 2017
- 올림픽 축구 득점왕 : 2020